# Constantin Cantacuzino (stolnic)
Constantin Cantacuzino stolnicul (n. 1639 – d. 7 iunie 1716) a fost un boier din Țara Românească, recunoscut drept un reprezentant de seamă al umanismului în spațiul cultural român, cu aplecare spre domenii precum istoria și geografia. A făcut studii la Constantinopol și  Universitatea din Padova. Un izvor important pentru istoria românilor este harta Valahiei, realizată de el împreună cu Ion Comnen. Cantacuzino este și autorul unei istorii neterminate a Țării Românești, în care a încercat să umple lacuna de cunoștințe despre istoria timpurie a românilor.
Frate al domnului Șerban Cantacuzino, Constantin stolnicul a fost proclamat la moartea acestuia el însuși domn, însă a refuzat, preferând să îl urce în scaun pe nepotului său de soră Constantin Brâncoveanu, în timpul domniei căruia a condus multă vreme din umbră politica externă. În numele voievodului, dar și în nume personal, stolnicul a purtat corespondență cu cancelariile importante ale vremii. În 1707 a escaladat un conflict latent al Cantacuzinilor cu Brâncoveanu, ceea ce a dus la retragerea lui Cantacuzino pe moșiile sale, deși fiul său și alți nepoți cantacuzini au fost promovați în continuare în dregătorii înalte.
Stolnicul și familia Cantacuzino au contribuit la mazilirea și uciderea lui Brâncoveanu în 1714. Succesor la domnie a fost Ștefan Cantacuzino, fiul stolnicului, însă pentru scurt timp, întrucât amândoi au fost executați în 1716 de otomani.

## Viața
Stolnicul Cantacuzino s-a născut la Târgoviște, al treilea fiu al postelnicului Constantin Cantacuzino și al Elinei Cantacuzino. De partea tatălui era membru al familiei de origine grecească (cu posibilă ascendență imperială) Cantacuzino, iar din partea mamei era nepot al domnului Radu Șerban, succesorul lui Mihai Viteazul la tronul Țării Românești.
Familia Cantacuzino era una dintre cele mai importante facțiuni boierești în secolul al XVII-lea. Datorită obținerii rangului boieresc de stolnic, va rămâne pentru mult timp un important membru al sfatului domnesc. Între 1688-1716, accentuându-se sentimentul de frică față de pericolul iminent otoman, preia controlul politicii externe a Țării Românești, încercând să lege relații diplomatice, de cordialitate, atât cu Austria, cât și cu Rusia.
Istoricul N. Iorga a susținut că educația stolnicului ar fi fost făcută în principal de către mama lui.
Prin studiile începute, după uciderea tatălui în 1663, la Adrianopol și Constantinopol și desăvârșite începând cu 1667 la Universitatea din Padova, el devine un excelent cunoscător al culturii italiene, având cunoștințe temeinice de limbă italiană și latină, și al sferei culturii grecești. S-a păstrat un jurnal al învățăcelului din timpul studiului la Padova, care îl menționează pe un instructor de origine albaneză, Caludi. Tânărul a dobândit renumele unui om erudit în Italia, el este menționat ca învățat din Louvain de către scriitorul Antonio Lupis. Ulterior el a fost consultat cu privire la istoria Țării Românești de către generalul austriac Ferdinand Marsigli (1658-1730, originar din Bologna), care se va remarca printr-o monumentală descriere geografică și istorică a ținuturilor cursului mijlociu și inferior al Dunării.
În 1672 Cantacuzino este întemnițat din ordinul lui Grigore I Ghica, cel care dispusese în 1663 uciderea postelnicului Cantacuzino.  Fratele său Șerban reuși să-l aducă la Constantinopol prin relațiile pe care le avea la Înalta Poartă și-l învesti odată ajuns domnitor, în 1678, cu dregătorii neînsemnate. Influența politică a stolnicului a fost totuși importantă, fiind exercitată mai ales prin membri ai familiei.
Pe plan politic Constantin Cantacuzino a fost adeptul unei linii antiotomane și a pledat pentru apropierea de Rusia și Sfântul Imperiu Roman de Națiune Germană.
Stolnicul Cantacuzino pomenește inclusiv despre o altă scrisoare în legătură cu același dar.
El a contribuit în mod hotărâtor la răsturnarea lui Constantin Brâncoveanu, pentru a sprijini urcarea la tron ale propriului fiu, Ștefan Cantacuzino.
Deosebit de critic față de Cantacuzini, cronicarul muntean îl acuză pe Constantin stolnicul nu numai de răsturnarea lui Brâncoveanu, ci și de otrăvirea fraților săi Șerban-Vodă și Iordache, spătarul, și-l numește în mod repetat „hoț bătrân”.
Alături de fiul său, Ștefan Cantacuzino, a fost executat în noaptea de 6 spre 7 iunie 1716 la Constantinopol, sub acuzația colaborării cu austriecii.

## Opera și biblioteca
Pe lângă corespondența cu renumite personalități politice, diplomați și cărturari ca Gherasim Cretanul, Antonio dall'Acqua, Albano Albanese sau Bonvicinius, stolnicul Cantacuzino a lăsat posterității caiete de note istorice și o operă istorică fundamentală, Istoria Țării Rumânești dintru început (1716), care analizează critic un material extrem de bogat, cuprinzând autori antici, bizantini și occidentali. Lucrarea este redactată la inițiativa lui Ferdinand Marsigli și susține cu multă fervență, combătând opiniile contrare, originea romană a poporului român și continuitatea sa pe teritoriul Daciei, acumulând mărturii despre teritoriul și locuitorii acestui stat, despre războaiele daco-romane și romanizarea Daciei. Cantacuzino subliniază faptul că românii se deosebesc de popoarele vecine prin capacitatea lor de a rezista vitregiilor istoriei, evidentă mai ales în menținerea structurilor politice proprii. Implicațiile politice nu i-au lăsat răgaz să-și definitiveze scrierea, care aplică metode de cercetare caracteristice istoriografiei moderne și conține prime elemente de critică a istoriei. Stolnicul este și autorul unei hărți a Țării Românești, tipărită în 1700 în limba greacă la Padova și folosită apoi în 1715 de Anton Maria Del Chiaro în a sa Istoria delle moderne rivoluzioni della Valachia, apărută la Veneția, precum și al prefeței unui liturghier din 1680, care a circulat în toate ținuturile locuite de români.
Se poate afirma că sfârșitul secolului al XVII-lea în cultură este dominat de această figură reprezentativă a lui Constantin Cantacuzino. Ceea ce l-a ajutat  în susținerea ideii continuității populației romanizate la nord de Dunăre ulterior retragerii aureliene este atitudinea critică pe care acesta o abordează față de izvoare. Stolnicul îi considera „rumâni” și pe cei aflați în Ardeal și Moldova, argumentând apartenența la acest neam prin limba pe care o vorbesc. 
Un document valoros pentru cultura română îl constituie catalogul bibliotecii lui Constantin Cantacuzino, care conține printre altele și o listă a cărților tipărite în principatele române la sfârșitul veacului al XVII-lea. Frumusețea bibliotecii Mănăstirii Mărgineni (jud. Prahova), întemeiată cu o parte a bibliotecii postelnicului Constantin Cantacuzino de la Mironești, este menționată deja la Del Chiaro. Se pare însă că puține cărți din acel patrimoniu au trecut în posesia stolnicului Cantacuzino. Era vorba mai ales de literatură religioasă, chiar și de sorginte protestantă. În timpul studiilor tânărul Cantacuzino a întocmit un prim catalog al cărților achiziționate de el însuși, care au constituit baza bibliotecii sale. Printre acestea se aflau, pe lângă epopeile homerice, opere ale clasicilor greci și latini, scrierile filozofice și cosmografice ale lui Aristotel și comentariile la opera aristotelică de Alexandru din Afrodisia. Ulterior biblioteca a fost îmbogățită de numeroase lucrări istoriografice, calendare, almanahuri, precum și de cărți aduse de oștenii români care participaseră în 1683 la asediul Vienei. De-a lungul vieții Cantacuzino a colecționat manuscrisele cărturarilor care trecuseră pe la Mărgineni și periodice de limbă italiană. Biblioteca a fost destrămată după moartea stolnicului, ajungând parțial în posesia lui Nicolae Mavrocordat. Un catalog al bibliotecii consemnează în anul 1839 263 de titluri de cărți care erau încă păstrate la Mărgineni.

### Ediții ale operei
- 1901 - Operele lui Constantin Cantacuzino, editată de Nicolae Iorga, București
- 1991 - Constantin Cantacuzino stolnicul: Istoria Țării Românești, București 1991

## Vezi și
- Harta Țării Românești - Constantin Cantacuzino